# Торрекемада
Торрекемада (ісп. Torrequemada) — муніципалітет в Іспанії, у складі автономної спільноти Естремадура, у провінції Касерес. Населення — 622 особи (2010).
Муніципалітет розташований на відстані близько 240 км на південний захід від Мадрида, 17 км на південний схід від Касереса.

## Демографія
Динаміка населення (INE ):

## Галерея зображень

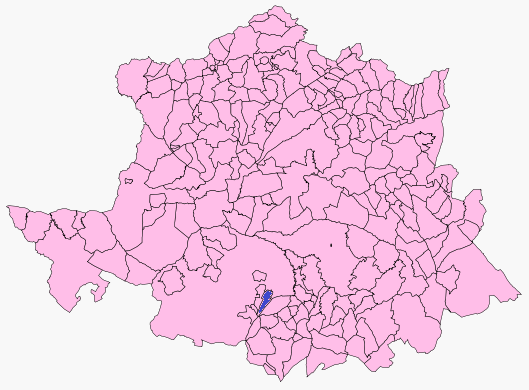
Розташування муніципалітету у провінції Касерес